# Te esperaré (canción)
Te esperaré es el primer sencillo del primer disco con el que Calle París despega su carrera. El sonido de esta canción fue caracterizado por ser parecido al estilo de La Oreja de Van Gogh. La canción tuvo mucho éxito a pesar de la escasa promoción: Singstar, el famoso karaoke de Playstation la incluyó en su edición y el videoclip cosechó en Youtube más de un millón de visitas. Lograron entrar en la lista de los 40 principales alcanzando el puesto número 8. Al conseguirlo batieron un récord: se convirtieron en el primer grupo español novel que conseguía entrar en el top 10 de los 40 principales con su primer sencillo. Esto no ocurría desde 1998. 

## Temática
El tema trata acerca de la nostalgia que siente una mujer hacia su pareja ya fallecida y de lo difícil que es superar tal pérdida. 